# Aloe teissieri
Aloe teissieri ist eine Pflanzenart der Gattung der Aloen in der Unterfamilie der Affodillgewächse (Asphodeloideae). Das Artepitheton teissieri ehrt Marc Teissier, französischer Gartenbauer und Kurator des privaten botanischen Gartens Les Cèdres bei Saint-Jean-Cap-Ferrat.

## Beschreibung

### Vegetative Merkmale
Aloe teissieri wächst einzeln, ist stammlos oder sehr kurz stammbildend. Die 15 bis 20 aufrecht-ausgebreiteten, lanzettlich zugespitzten Laubblätter bilden Rosetten. Ihre graugrüne, manchmal blassrosafarben überhauchte, undeutlich linierte Blattspreite ist 20 bis 40 Zentimeter lang und 4 bis 6 Zentimeter breit. Die spitzen, blassrosaroten Zähne am rosafarbenen Blattrand sind 2 Millimeter lang und stehen 10 bis 12 Millimeter voneinander entfernt. Der grünlich gelbe Blattsaft trocknet hellbraun.

### Blütenstände und Blüten
Der einfache Blütenstand erreicht eine Länge von 25 bis 40 Zentimeter. Die dichten, zylindrischen Trauben sind 10 bis 12 Zentimeter lang und 5 Zentimeter breit. Die fleischigen, breit eiförmigen Brakteen weisen eine Länge von 4 bis 5 Millimeter auf und sind 3 Millimeter breit. Die keulenförmigen, orangegelben Blüten stehen an 2 bis 5 Millimeter langen, steifen Blütenstielen. Die Blüten sind 15 bis 17 Millimeter lang. Auf Höhe des Fruchtknotens weisen die Blüten einen Durchmesser von 3 bis 4 Millimeter auf. Darüber sind sie zur Mündung auf 6 bis 7 Millimeter erweitert. Ihre äußeren Perigonblätter sind auf einer Länge von 10 bis 12 Millimetern nicht miteinander verwachsen. Die Staubblätter und der Griffel ragen 2 bis 7 Millimeter aus der Blüte heraus.

## Systematik und Verbreitung
Aloe teissieri ist auf Madagaskar in der Provinz Toliara auf Granithügeln in Höhen von etwa 500 Metern verbreitet.
Die Erstbeschreibung durch John Jacob Lavranos wurde 2002 veröffentlicht.
Ein Synonym ist Aloe andohahelensis J.-B. Castillon (2002).

## Nachweise